# Barnegat Light
Pour les articles homonymes, voir Barnegat.
Barnegat Light est une municipalité américaine située dans le comté d'Ocean au New Jersey.
Lors du recensement de 2010, sa population est de 574 habitants. La municipalité s'étend sur 0,85 milles carrés (2,2 km2), dont 0,12 milles carrés (0,31 km2) d'étendues d'eau.
La ville devient un borough indépendant de Long Beach Township en 1904, sous le nom de Barnegat City. Elle adopte le nom de Barnegat Light en novembre 1948, en référence au phare de Barnegat. Le mot Barnegat signifie « bras de mer des brisants » en néerlandais.